# Île Matakana
L'île Matakana est une île néo-zélandaise située dans la baie de l'Abondance. D'une superficie de 60,7 km2, elle abritait 255 habitants en 2013.

## Histoire
Entre 1993 et 1999, la propriété des 10 000 acres (4 047 ha) de forêt et de terres franches de l'île de Matakana était contestée. L'affaire Arklow Investments Limited et Christopher Wingate c. ID MacLean et autres a été portée en appel devant la Haute Cour de Nouvelle-Zélande devant le Comité judiciaire du Conseil privé à Londres.

## Marae

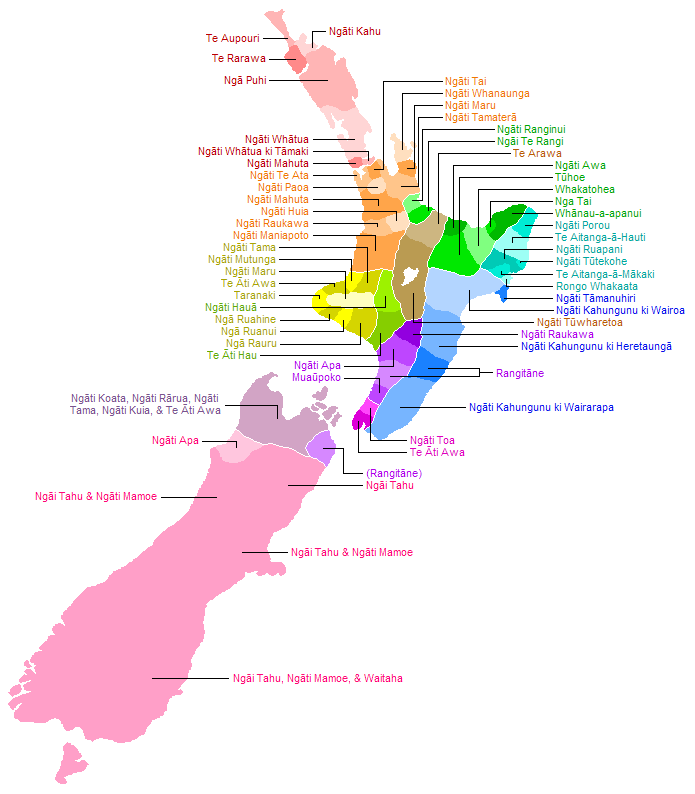
Carte des tribus Iwi (Māori) en Nouvelle-Zélande

Un marae (en maori de Nouvelle-Zélande, des îles Cook est un lieu sacré qui servait aux activités sociales, religieuses et politiques dans les cultures polynésiennes précédant la colonisation. L'île compte trois marae affiliés au Ngāi Te Rangi (en): 
- Kutaroa Marae et sa maison de réunion Tauaiti affiliées à Ngāti Tauaiti (en) .
- Opureora Marae et sa maison de réunion Tuwhiwhia affiliées à Ngāi Tuwhiwhia (en) et Ngāti Tauaiti .
- Oruarahi Marae et sa maison de réunion Te Rangihouhiri affiliés à Ngāi Tamawhariua[2],[3].

En octobre 2020, le gouvernement a engagé 4 871 246 $ du Fonds de croissance provincial pour moderniser Te Rangihouhiri Marae et onze autres marae Ngāti Awa, créant 23 emplois.
Il existe également deux sites marae sur l'île voisine de l'Île Matakana, placés sous la gouvernance iwi, la principale unité sociale dans la société Māori. Rangiwaea Marae et  Te Haka a Te Tupere qui sont des lieux de rencontre pour Ngāi Tauwhao . Le site d'Oponui Marae, qui a été démantelé entre les années 1980 et 2007, était traditionnellement un lieu de rencontre pour les Ngāi Te Rangi, une tribu de Tauranga-moana des monts Mauao.

## Géographie

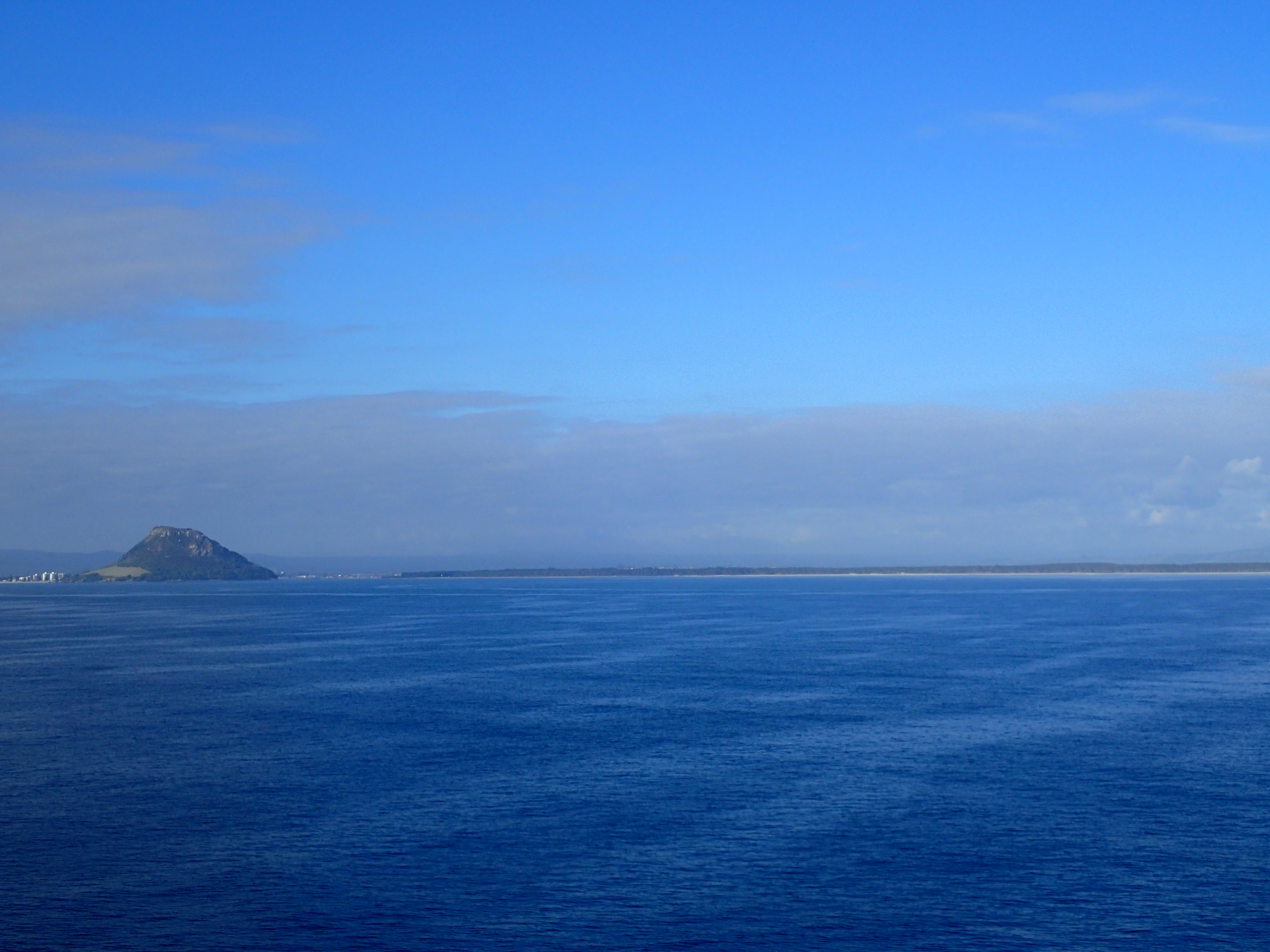
L'île de Matakana

L'île se situe à l'entrée du port de Tauranga et s'étend de Bowentown au Mount Maunganui. C'est la troisième plus grande en superficie des zones associées à l'île du Nord, et c'est la quinzième qui occupe la plus grande superficie dans les eaux néo-zélandaises. Elle est principalement recouverte par une forêt de pins, bien que certaines terres soient défrichées. Au demeurant  elle offre de longues plages de sable blanc très appréciées par les surfeurs. L'île est accessible par bateau taxi depuis le mont Maunganui, ou en canoé si les conditions météorologiques le permettent en traversant l'embouchure du port de Tauranga.

## Démographie
La densité moyenne sur l'île est relativement faible de 4,2 %, ce qui s'avère être un taux plus élevé que celui de la côte ouest estimé à 1,3 % lors du recensement de 2006.